# Летюча жаба Шлегеля
Летюча жаба Шлегеля (Rhacophorus schlegelii) — вид земноводних з роду Летюча жаба родини Веслоногі. Отримала свою назву на честь німецького вченого Ґермана Шлегеля. Інша назва «японська летюча жаба».

## Опис
Загальна довжина досягає 3,2—5,3 см. Спостерігається статевий диморфізм: самиці більші за самців. Голова доволі велика. Має 7—8 сошникових зубів. Тулуб кремезний. Шкіра гладенька. Кінцівки добре розвинені. У самця є шлюбні мозолі жовтувато-білого кольору та 2 щілиноподібних отвори-резонатора. Забарвлення переважно однотонне — зелене, на спини з розкиданими де-ніде білими плямочками.

## Спосіб життя
Полюбляє різні стоячі водойми, особливо болота, у лісистій місцині, пагорби, плантації сільськогосподарських культур. Активна вночі. Живиться різними комахами та членистоногими.
Розмноження відбувається із середини квітня до середини травня. Самиця під вечір закопується у земля над стрімким берегом біля водойми й робить кулеподібну нору 6—9 см у діаметрі. Потім збиває пінку лапами, утворюючи гніздо. Сюди відкладаються 200–300 яєць діаметром 6 мм. Поступово пінна маса стає рідкою й виходить разом з пуголовками назовні, падаючи у водойму.

## Розповсюдження
Мешкає на японських островах Хонсю, Сікоку, Кюсю.